# Katumotoa
Katumotoa is een monotypisch geslacht van schimmels behorend tot de familie Lentitheciaceae. De typesoort is Katumotoa bambusicola.